# 菱叶元宝草
菱叶元宝草（学名：Alajja rhomboidea）为唇形科菱叶元宝草属下的一个种。